# ديفيد فيربيرن (سياسي)
ديفيد فيربيرن هو ضابط جوي وسياسي أسترالي، ولد في 3 مارس 1917 في سري في المملكة المتحدة، وتوفي في 1 يونيو 1994 في كانبرا في أستراليا. نشط حزبياً في الحزب الليبرالي الأسترالي. وقد انتخب عضو مجلس النواب الأسترالي ‏ عن دائرة فيرر ‏ (10 ديسمبر 1949 – 11 نوفمبر 1975).